# ヴィオランテ (ティツィアーノ)
『ヴィオランテ』（伊: Violante）は、盛期ルネサンス期のヴェネツィア派の画家ティツィアーノ・ヴェチェッリオが1510年から1515年ごろに制作した絵画である。油彩。初期のティツィアーノを代表する作品の1つ。イギリスの初代ハミルトン公爵ジェイムズ・ハミルトン、神聖ローマ帝国の大公レオポルト・ヴィルヘルム・フォン・エスターライヒのコレクションを経て、現在はウィーンの美術史美術館に所蔵されている。

## 作品
ティツィアーノは4分の3正面像の美しい女性を描いている。女性は強い視線を鑑賞者の側に向けており、生きているような肌ときらめく金髪を持ち、華麗なドレスがその官能的な肉体美を引き立てている。胸元の肌とドレスのネックラインの間には、紫色の小さなスミレの花が差し込まれている。女性は左腕を何かの上に置いているように見える。
本作品は《ベッレ・ドンネ》（belle donne）と呼ばれる理想化された官能的な女性の肖像画の典型であり、16世紀のヴェネツィアで非常に人気があった。これらの作品はしばしば寓意的表現や知的な遊びを伴うが、本作品はそうした要素に乏しい。モデルとなった女性については、同じく初期の作品であるドーリア・パンフィーリ美術館所蔵の『サロメ』（Salomè）や、ルーヴル美術館所蔵の『鏡の前の女』（Donna allo specchio）、ウフィツィ美術館所蔵の『フローラ』（Flora）、アルテ・ピナコテーク所蔵の『虚栄』（Vanità）などの半身像や、あるいはマニャーニ＝ロッカ財団に所蔵されている『バルビの聖会話』（Sacra conversazione Balbi）のアレクサンドリアの聖カタリナのモデルと同一の女性であることが指摘されている。
本作品は古い目録では『ラ・ベッラ・ガッタ』（La Bella Gatta, 可愛い猫の意）と呼ばれている。現在の『ヴィオランテ』というタイトルは女性の胸元の花に由来している。このタイトルはモデルの女性が同じくヴェネツィア派の画家パルマ・イル・ヴェッキオの娘で、ティツィアーノの愛人であったと伝えられるヴィオランテ（Violante）との同一性を示しているが、確かな証拠はない。
部分的に見られる繊細な筆遣いや、装飾模様、板絵で描くことにより強く光り輝く色彩は、ティツィアーノの初期様式の特徴をはっきり示している。
大公レオポルト・ヴィルヘルムがフランドル出身の宮廷画家ダフィット・テニールスに制作させた目録『テアトルム・ピクトリウム』（Theatrum Pictorium）との比較によって、板絵の右側と下部が切り落とされていることが分かっている。

## 来歴
絵画は1636年にヴェネツィアの商人であり美術コレクターのバルトロメオ・デッラ・ナーヴェのコレクションであったことが知られている。1638年、初代ハミルトン公爵ジェイムズ・ハミルトンは、義理の兄弟で駐ヴェネツィア大使の第2代デンビー伯爵バジル・フィールディングを通じて、本作品を含むナーヴェのコレクションを購入した。しかし1649年にハミルトンが清教徒革命で処刑されると、コレクションは大公レオポルト・ヴィルヘルムに売却された。
『テアトルム・ピクトリウム』では絵画はパルマ・イル・ヴェッキオに帰属されている。また大公はダフィット・テニールスにコレクションの展示風景を何枚も描かせているが、テニールスは『ブリュッセルの画廊における大公レオポルト・ヴィルヘルム』（The Archduke Leopold Wilhelm in his Painting Gallery in Brussels）のプラド美術館のバージョンなど、数点の絵画に本作品を描き込んでおり、特にプラド美術館版では額縁に「パルマ」と記している。この帰属は20世紀まで疑われることはなかったが、1927年にロベルト・ロンギによってティツィアーノに帰属された。

## ギャラリー
大公レオポルト・ヴィルヘルム時代に制作された複製

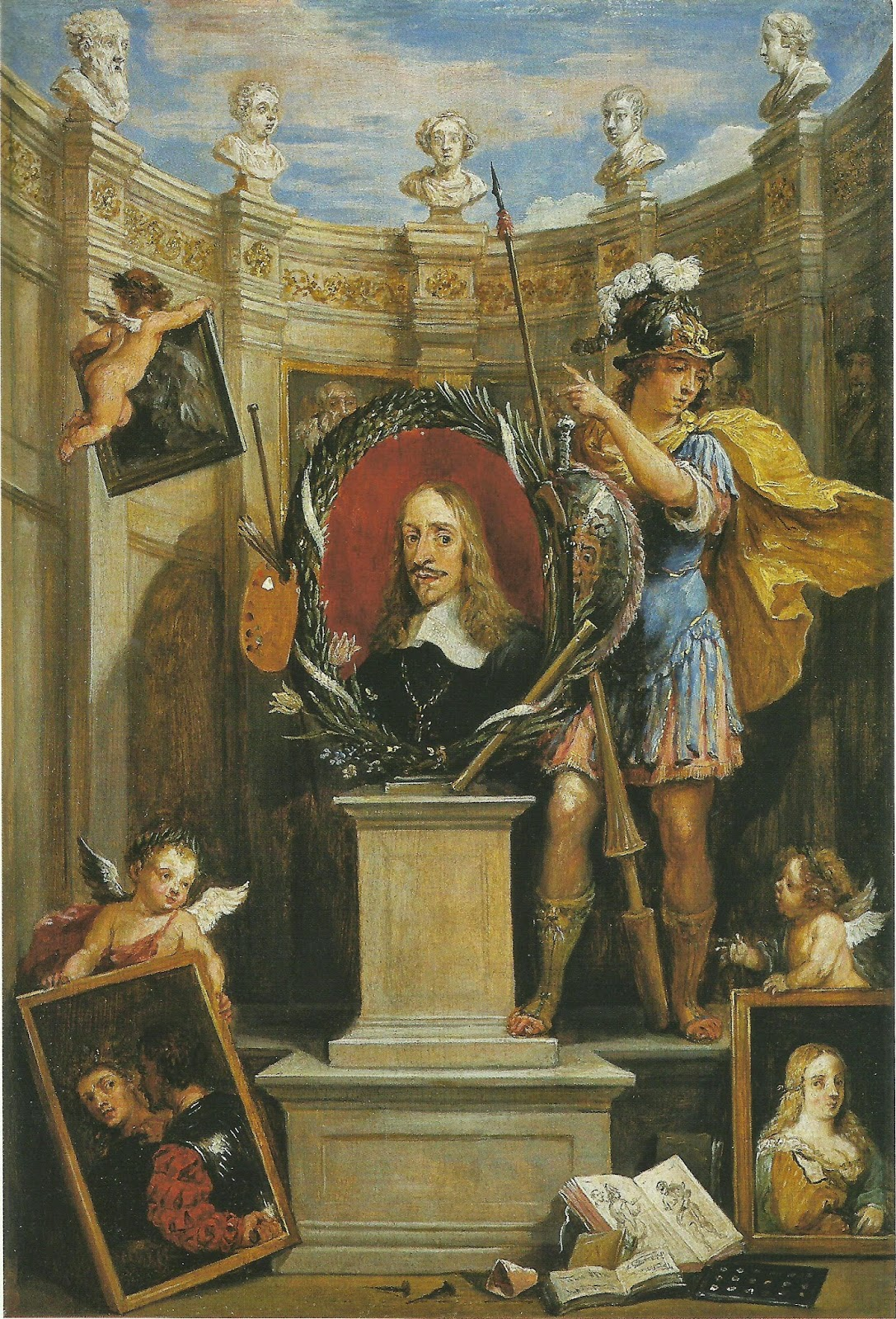
ダフィット・テニールス『テアトルム・ピクトリウムのための扉絵』個人蔵
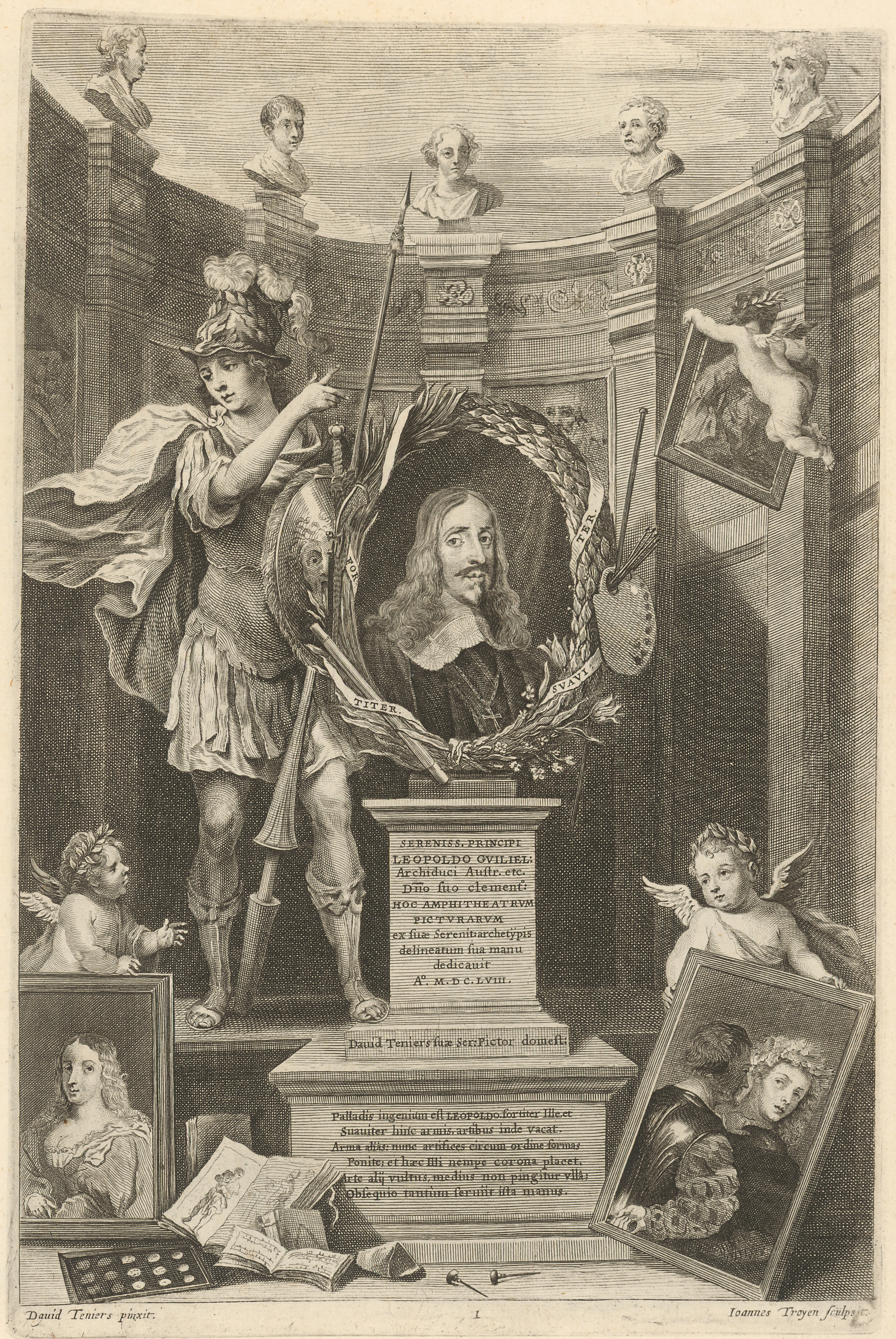
ヤン・ファン・トロイエン（英語版）による『テアトルム・ピクトリウムのための扉絵』
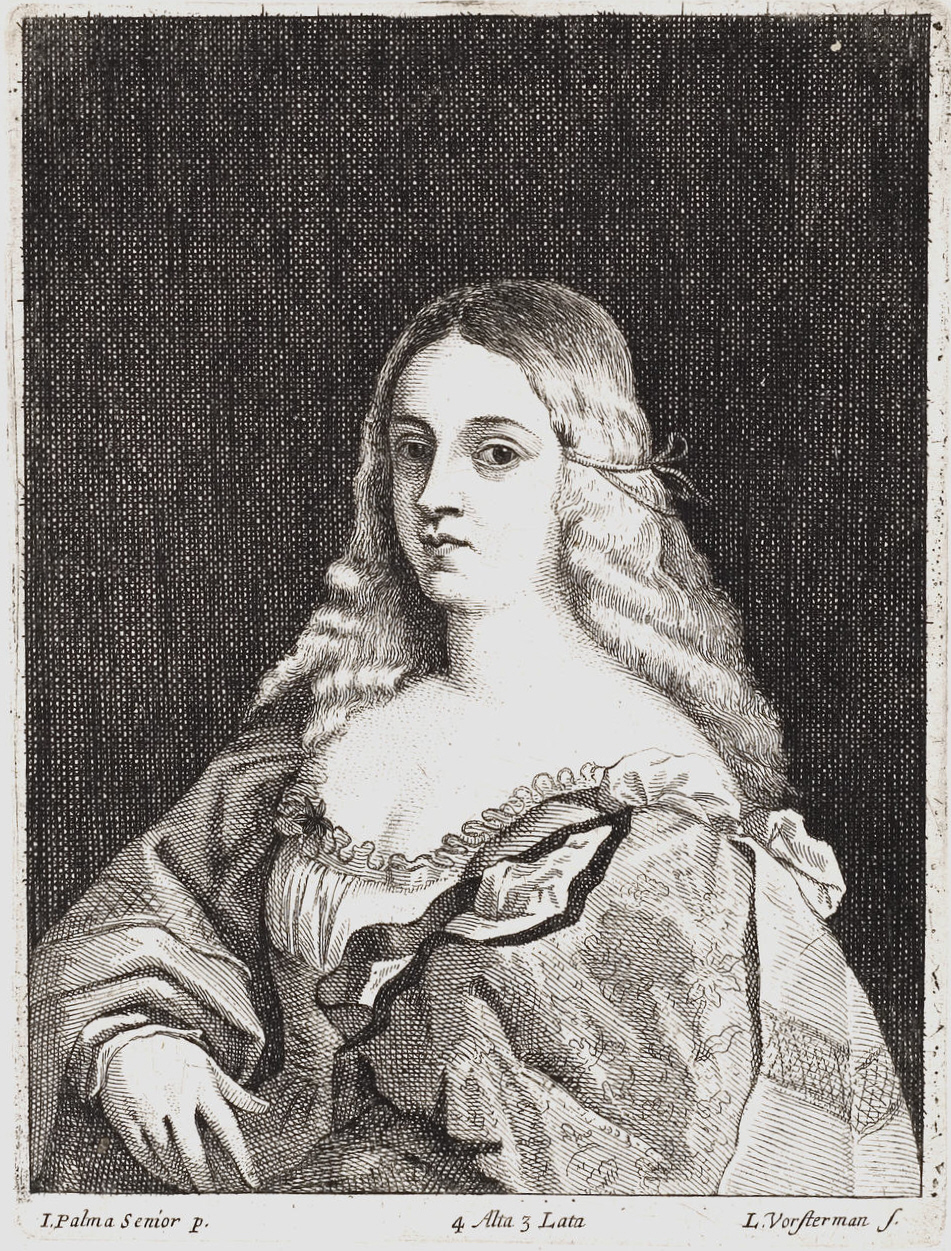
ルーカス・フォルステルマンによる『テアトルム・ピクトリウム』のためのエッチング
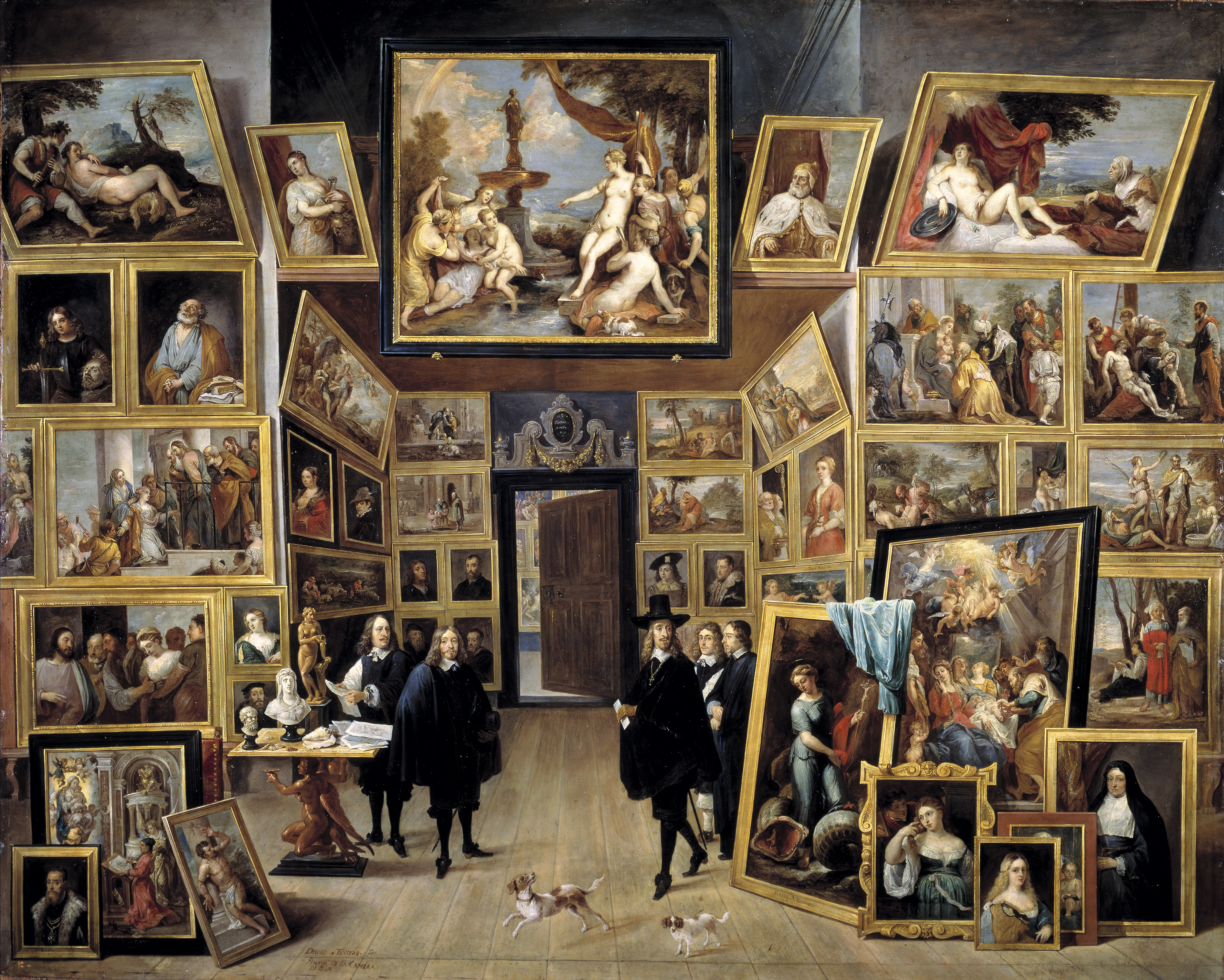
ダフィット・テニールス『ブリュッセルの画廊における大公レオポルト・ヴィルヘルム』プラド美術館所蔵
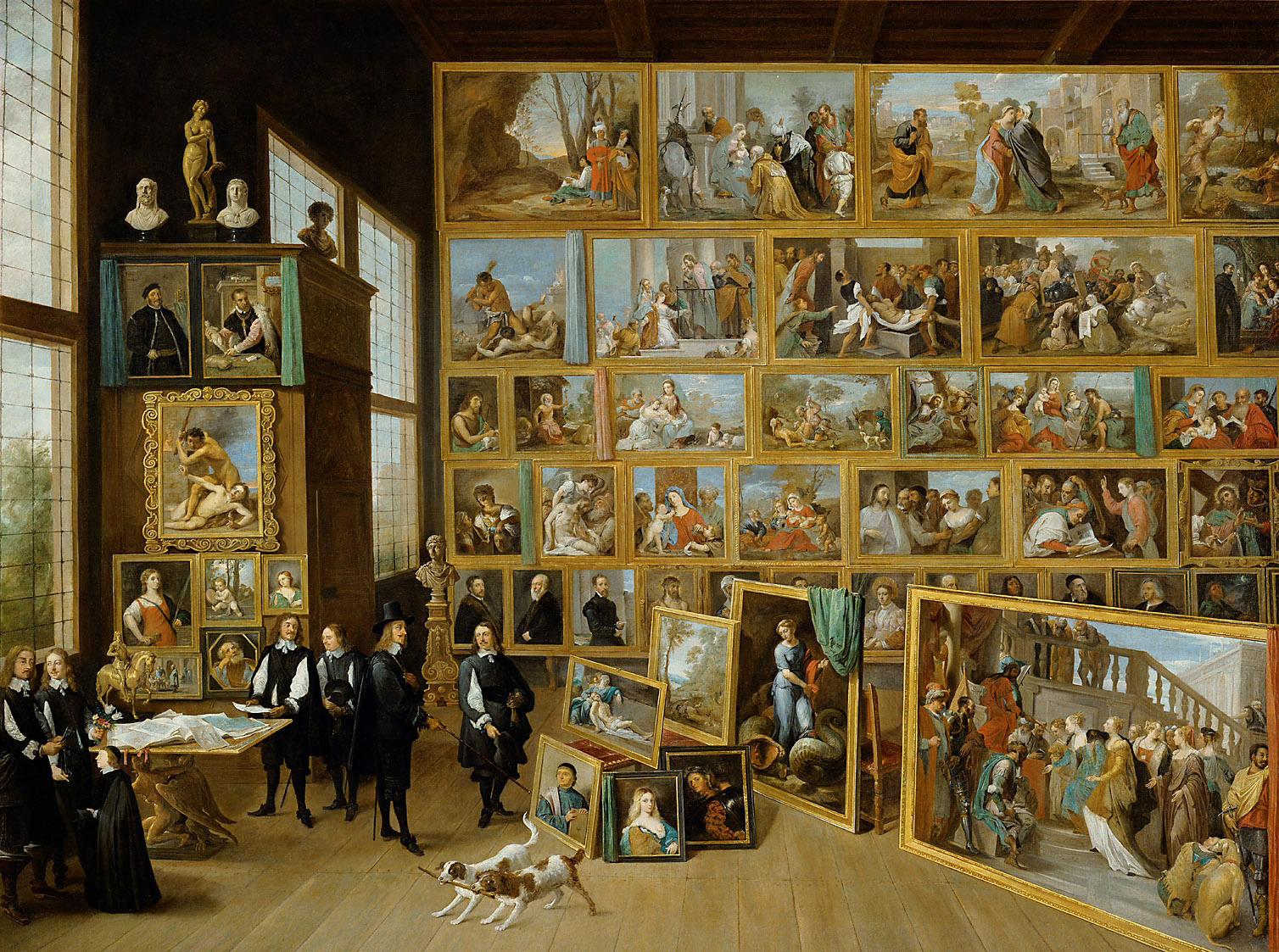
ダフィット・テニールス『ブリュッセルの画廊における大公レオポルト・ヴィルヘルム』美術史美術館所蔵
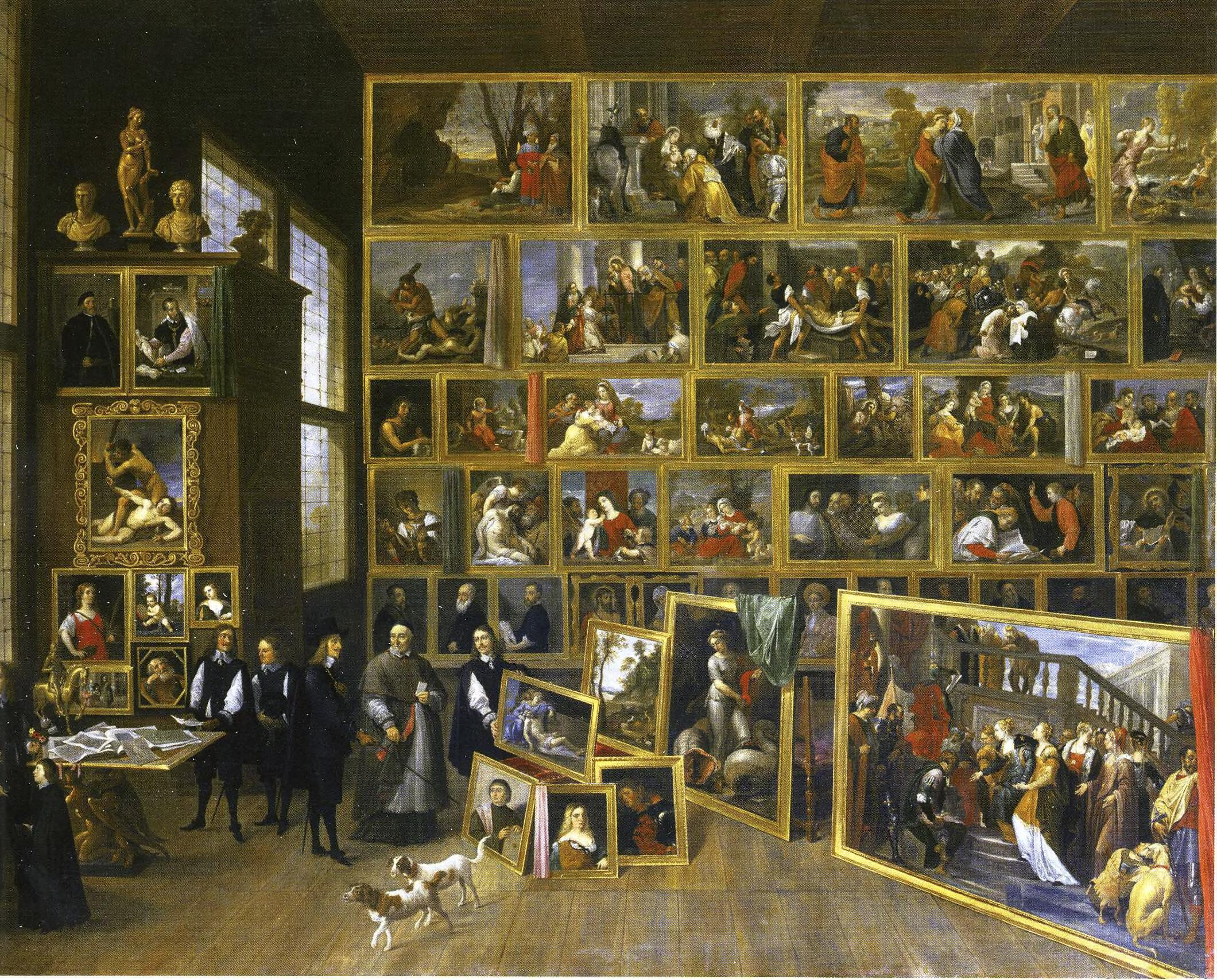
ダフィット・テニールス『ブリュッセルの画廊における大公レオポルト・ヴィルヘルム』ペトワース・ハウス（英語版）所蔵

ティツィアーノの初期女性像

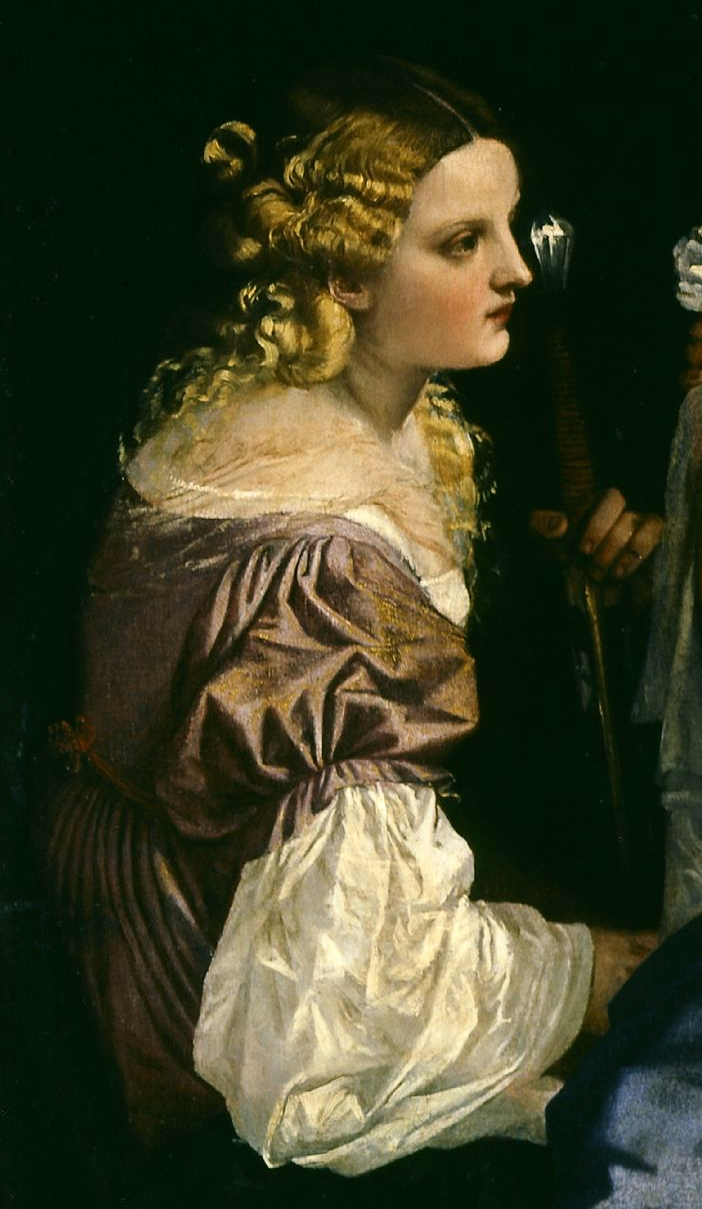
『バルビの聖会話』1513年頃 マニャーニ＝ロッカ財団（英語版）所蔵
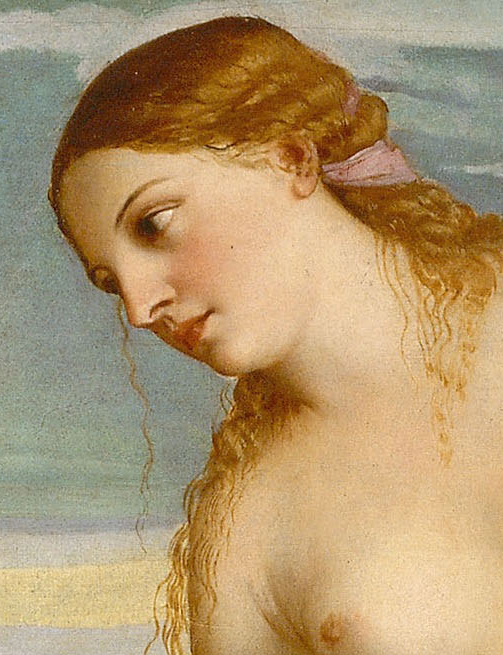
『聖愛と俗愛』1514年頃 ボルゲーゼ美術館所蔵
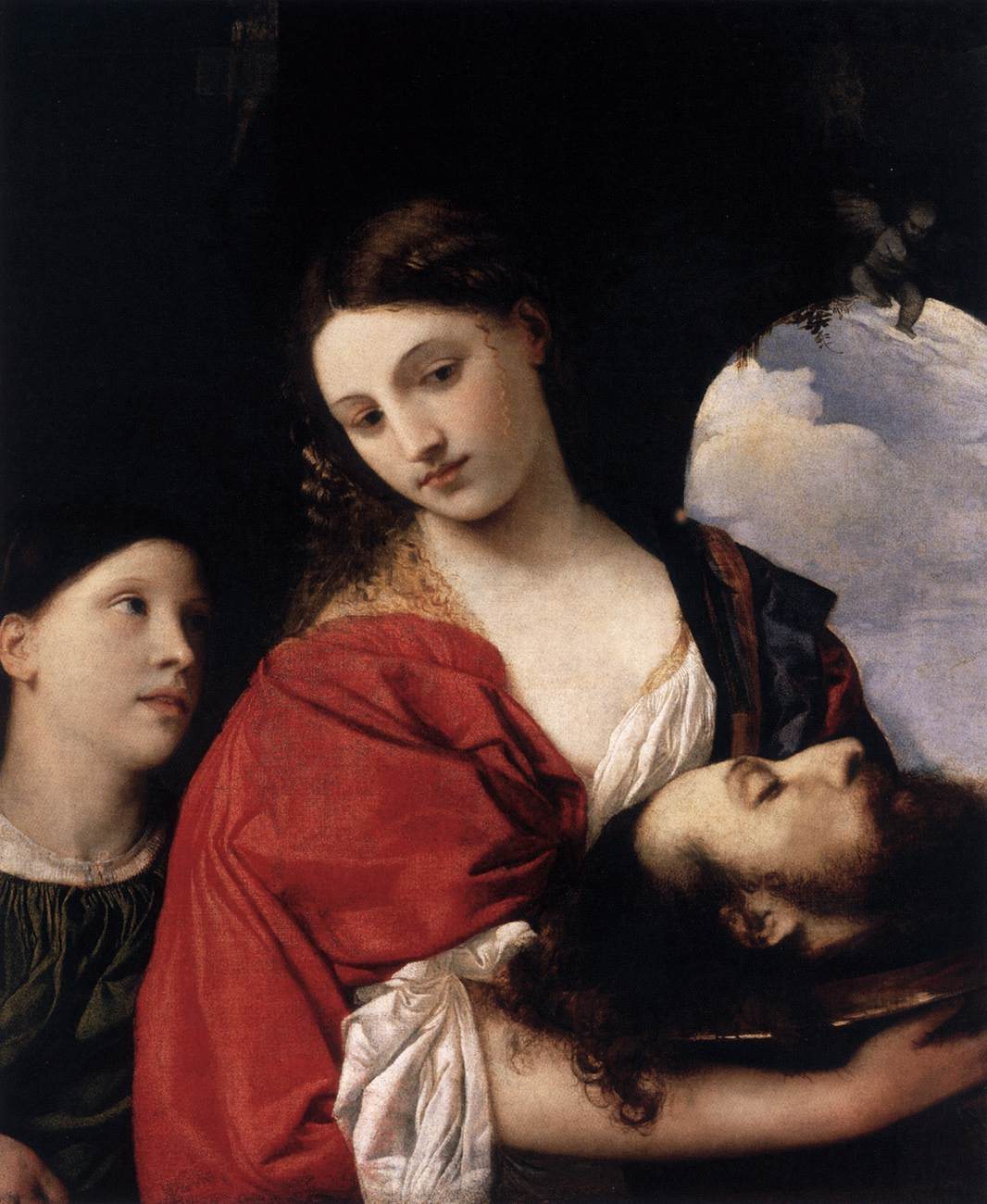
『サロメ』1515年頃 ドーリア・パンフィーリ美術館所蔵
『鏡の前の女』1515年頃 ルーヴル美術館所蔵
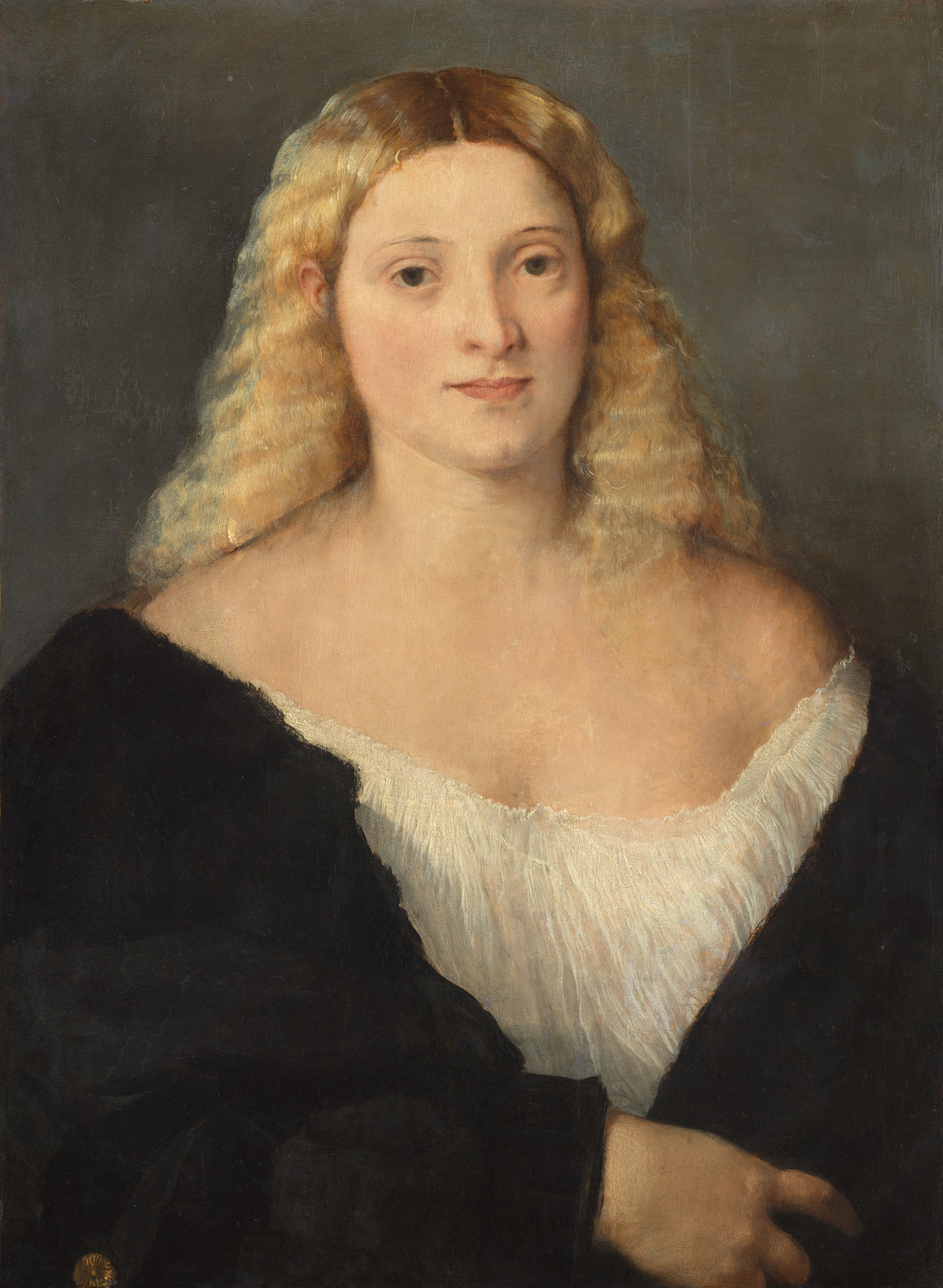
『黒い服を着た若い女性』1515年頃 美術史美術館所蔵
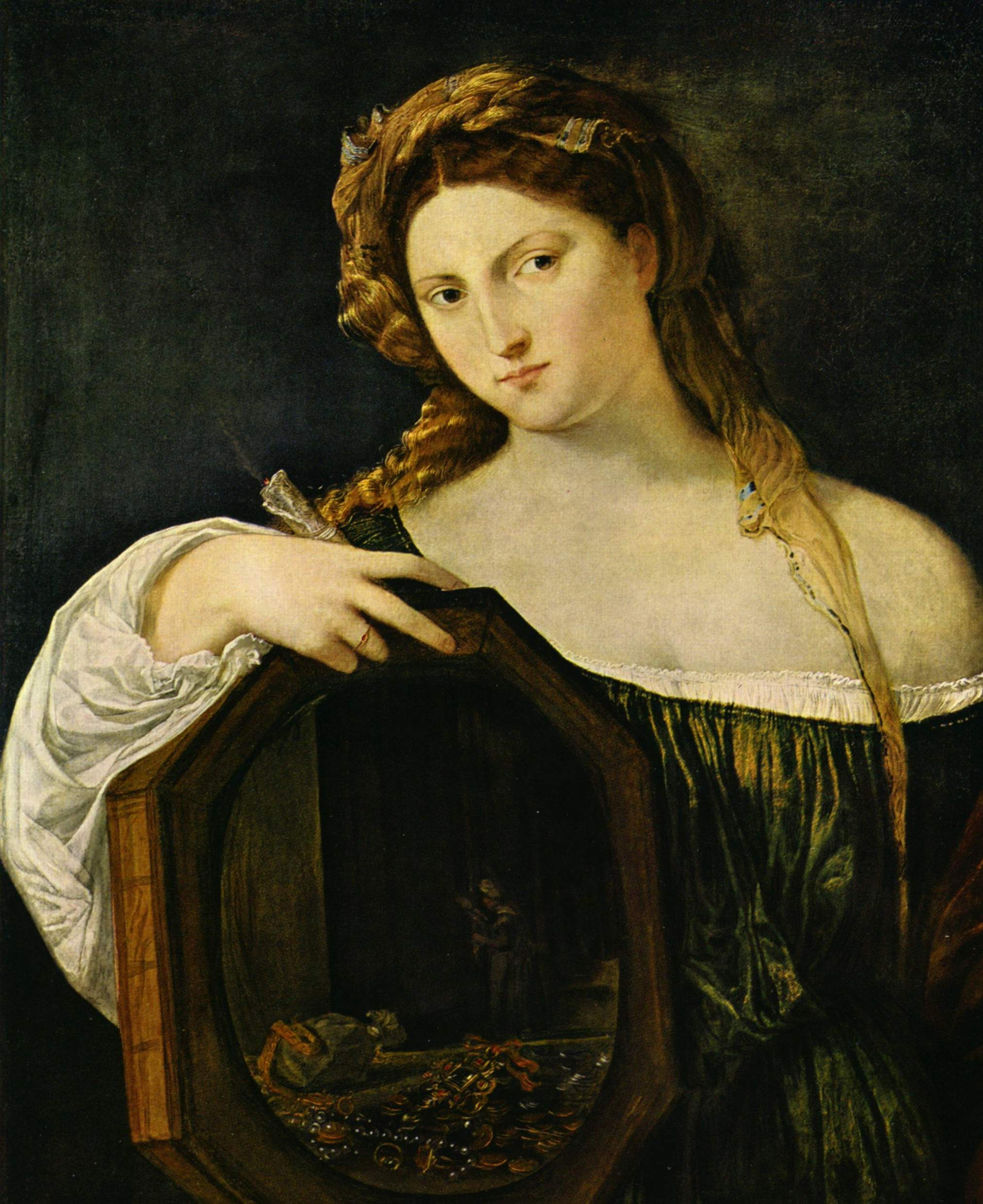
『虚栄』1515年頃 アルテ・ピナコテーク所蔵
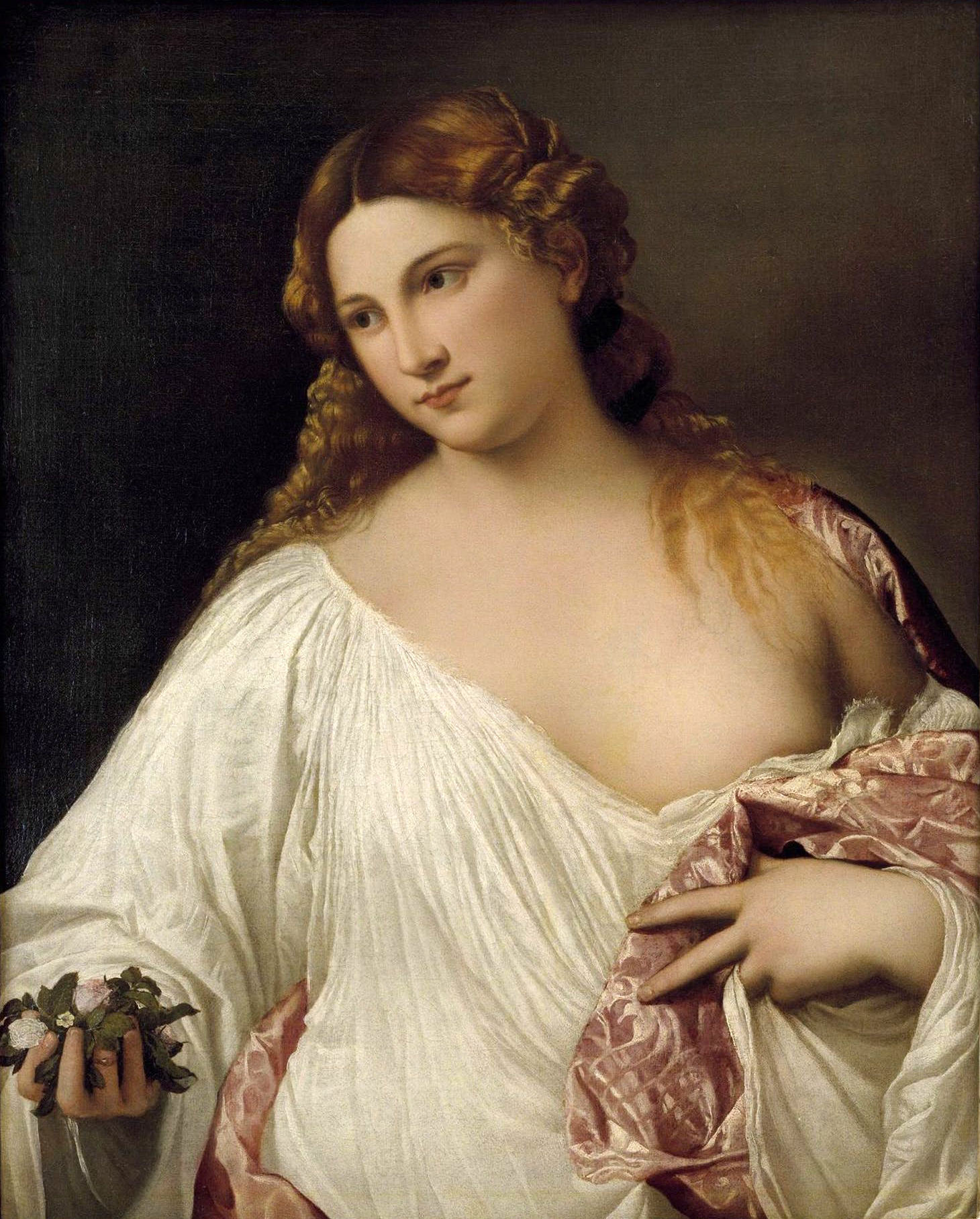
『フローラ』1515年頃 ウフィツィ美術館所蔵
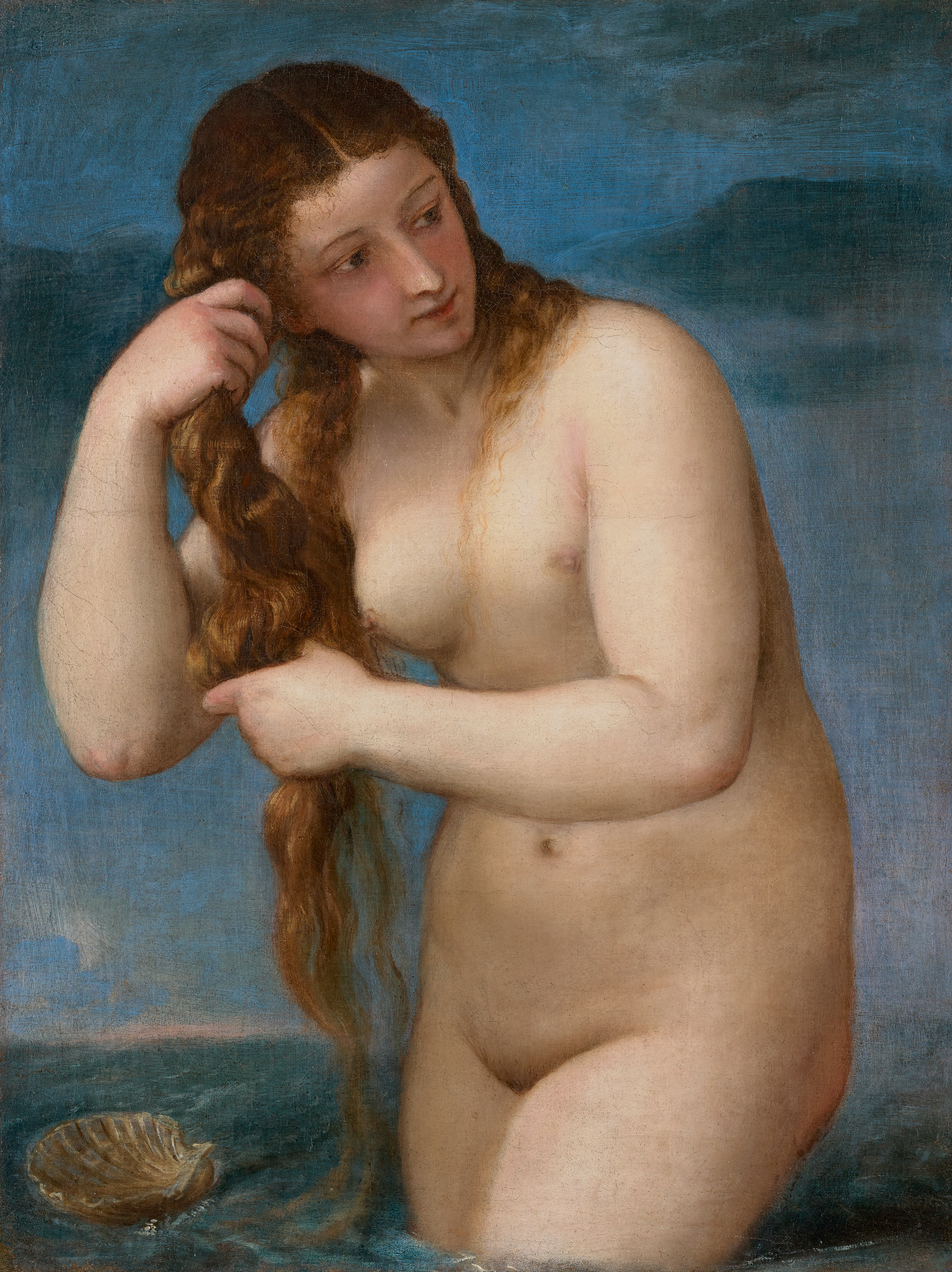
『海から上がるヴィーナス』1520年頃 スコットランド国立美術館所蔵